# Heinrich Abt (Fußballspieler)
Heinrich „Heini“ Abt (* 22. August 1909) war ein Fußballspieler von Kickers Offenbach, der in der damals erstklassigen Fußball-Oberliga Süd, unmittelbar nach Ende des Zweiten Weltkriegs, in der Debütrunde 1945/46 für die Elf vom Bieberer Berg sieben Ligaspiele absolviert und dabei ein Tor erzielt hat. Der spätere Ehrenspielführer gewann mit dem OFC in der Gauliga Südwest beziehungsweise Hessen-Nassau von 1934 bis 1944 sechs Meisterschaften und stand in 21 Endrundenspielen für Offenbach auf dem Platz und erzielte in der Gauliga Südwest 1940/41 ein Tor.
Zudem bestritt er zehn Spiele im DFB-Pokal.

## Laufbahn
Der über die Stationen VfR Offenbach (bis 1931) und Eintracht Frankfurt (1931/32), wo Abt aber nicht an der überdurchschnittlich guten Läuferreihe mit Rudolf Gramlich, Bernhard Leis und Hugo Mantel vorbei kam, ab der Runde 1932/33 bei Kickers Offenbach aktive „Heini“ Abt, erlebte als rechter Außenläufer eine überaus erfolgreiche Zeit auf dem Bieberer Berg. Bereits 1933/34 konnte der ruhig und solide seine Aufgabe erfüllende „große Schweiger“ seinen ersten Meisterschaftserfolg mit den Kickers unter Trainer Rudolf Keller feiern. Sein erstes Spiel in der Endrunde um die deutsche Fußballmeisterschaft absolvierte Abt am 8. April 1934 bei einem 4:1-Heimerfolg gegen Union Böckingen. Danach folgten fünf Runden des Mannschaftsumbaus, ehe ab 1939/40 eine Serie von fünf Meisterschaftserfolgen in Serie gelang. In der Endrunde 1941 scheiterte Abt mit seinen Kickers lediglich mit einem Punkt Rückstand in den Gruppenspielen am VfL Köln, da das Rückspiel in der Domstadt mit 1:3 am 4. Mai verloren wurde. Mitten im Krieg, Abt war als Dreher in einem Rüstungsbetrieb vom Fronteinsatz befreit, zog er mit dem OFC 1942 nach Erfolgen gegen den VfL 99 Köln (3:1) und Werder Bremen (4:3) in das Halbfinale um die deutsche Meisterschaft gegen den FC Schalke 04 ein. Deren überragende Angriffsbesetzung mit Ernst Kalwitzki, Fritz Szepan, Hermann Eppenhoff, Ernst Kuzorra und Adolf Urban verhinderte aber am 21. Juni mit einem ungefährdeten 6:0-Erfolg den Einzug der Kickers in das Endspiel. Danach ging auch das Spiel um Platz 3 in Berlin gegen Blau-Weiß 90 Berlin, in deren Reihen Gerhard Graf, Johann Herberger und Ernst Lehner zu den Leistungsträgern zählten, mit 0:4 verloren. In allen Endrundenspielen war „Heini“ Abt als rechter Läufer für den OFC aufgelaufen. Das letzte Endrundenspiel absolvierte Abt am 16. April 1944 bei einer 2:4-Niederlage gegen den FC 93 Mülhausen an der Seite von Mitspielern wie Willi Keim, Erich Nowotny und Anton Picard, als der Daxlander „Gastspieler“ August Klingler zwei Tore für das Team aus dem Elsass erzielte.
Nach Ende des Zweiten Weltkrieges half Abt nochmals in der ersten Runde der Oberliga Süd beim OFC 1945/46 in sieben Ligaspielen (1 Tor) aus, ehe er dann endgültig seine Laufbahn als Spieler beendete. Der Ehrenspielführer war danach lange Jahre im Spielausschuss der Kickers tätig.